# Sistema Alto Tietê
O Sistema Alto Tietê é um dos sistemas administrados pela SABESP destinados a captação, armazenamento e tratamento de água para a Grande São Paulo.

## Histórico
O Sistema Alto Tietê começou a ser planejado no final dos anos 1960, com a finalidade primária de controle de inundações. As primeiras barragens concluídas foram Ponte Nova em 1971 e Taiaçupeba em 1976, e no ano de 1989 é concluída a barragem Jundiaí. Posteriormente foram concluídas as barragens Biritiba em 2001 e Paraitinga em 2003. Todas as barragens do Alto Tietê foram construídas e são operadas pelo Departamento de Águas e Energia Elétrica (DAEE).
Somente em 1992 teve início a operação para abastecimento público, inicialmente composto pelas represas Taiaçupeba e Jundiaí, mas com a demanda crescente da população da Região Metropolitana o sistema foi ampliado com a incorporação das represas Ponte Nova, Biritiba e Paraitinga. Juntas elas possuem uma capacidade de armazenamento de cerca de 575 bilhões de litros, formando o segundo maior sistema da Região Metropolitana de São Paulo.

## Características

### Estrutura
O Sistema Alto Tietê é composto por cinco represas, localizadas próximas às cabeceiras do Rio Tietê, na região dos municípios de Salesópolis, Biritiba-Mirim, Mogi das Cruzes e Suzano:
- Ponte Nova (1971)
- Taiaçupeba (1976)
- Jundiaí (1989)
- Biritiba (2001)
- Paraitinga (2003)

Também fazem parte do sistema a Estação Elevatória Biritiba e a Estação de Tratamento de Água Taiaçupeba.

### Funcionamento
Os reservatórios do sistema são alimentados pelos rios Tietê, Claro, Paraitinga, Biritiba, Jundiaí, Grande, Taiaçupeba-Mirim e outros. A interligação entre os reservatórios é realizada através de túneis, canais e estações elevatórias. Além do abastecimento público, o Sistema Alto Tietê atende também ao controle de cheias da região, pois armazena grande quantidade das águas provenientes das chuvas ocorridas em suas cabeceiras.
1. A partir da Represa Paraitinga, as águas do sistema seguem pelo rio Paraitinga até o rio Tietê, por onde vem as águas da Represa Ponte Nova;
2. Logo após a junção as águas do rio Tietê são captadas e enviadas para a Estação Elevatória Biritiba;
3. A Estação Elevatória Biritiba bombeia as águas através de um túnel até a Represa Biritiba, que opera numa cota mais alta;
4. Da Represa Biritiba as águas descem por gravidade através de túneis e canais interligados para a Represa Jundiaí;
5. Da Represa Jundiaí as águas também descem por gravidade através de túneis e canais interligados para a Represa Taiaçupeba;
6. Na Represa Taiaçupeba as águas são captadas e finalmente enviadas para a Estação de Tratamento de Água Taiaçupeba[3].

A capacidade de produção da ETA Taiaçupeba é de 15 mil litros de água por segundo, para atender 4,2 milhões de habitantes da Zona Leste de São Paulo e dos municípios de Arujá, Itaquaquecetuba, Poá, Ferraz de Vasconcelos e Suzano, além de parte de Mogi das Cruzes e de Guarulhos.

## Crise hídrica de 2014 - 2015
Em 14 de dezembro de 2014, devido a um longo período de estiagem na região do Alto Tietê, seus reservatórios atingiram 4,1%, o menor nível da história.
Em 23 de outubro de 2014, a Sabesp informou que não havia previsão para captação da reserva técnica do sistema Alto Tietê.
Em 14 de dezembro de 2014, a Sabesp obteve autorização do DAEE para captar mais 39,46 bilhões de litros de água da represa Ponte Nova, pertencente ao sistema Alto Tietê. Esse volume adicional é captado sem o auxílio de bombeamento, e representa um acréscimo de 6,6 pontos percentuais ao volume útil do sistema.
A partir do segundo semestre do ano de 2015, mais precisamente durante a estiagem que se iniciou no mês de julho, o Sistema Alto Tietê registrou sucessivas perdas de volume, chegando ao mês de agosto com 15% de sua capacidade, fazendo com que o então Governador Geraldo Alckmin decretasse oficialmente situação de crise hídrica emergencial do sistema.  

## Ligações Externas
- SABESP Situação dos Mananciais
- De Olho nos Mananciais Alto Tietê
- CAB Sistema Produtor Alto Tietê